# Corriere del Mezzogiorno
Il Corriere del Mezzogiorno è una testata di proprietà del gruppo RCS Quotidiani che identifica le cinque più antiche edizioni locali del Corriere della Sera, edite dalla «Editoriale del Mezzogiorno».

Dal 12 giugno 2015 è diretto da Enzo d'Errico.

## Storia
Il Corriere del Mezzogiorno nasce nel giugno 1997 nell'ambito di un piano di ristrutturazione aziendale della RCS Quotidiani. All'epoca il Corriere della Sera, pur essendo il quotidiano italiano a più ampia diffusione a livello nazionale, in molte regioni non riusciva a reggere la concorrenza dei quotidiani locali o di altri quotidiani nazionali ma fortemente radicati nei territori d'origine. A questo si aggiungeva la scalata di la Repubblica, che invece si era ormai affermato in tutto il Paese, da un lato per la qualità delle notizie, dall'altro perché aveva sperimentato con successo pagine di cronaca locale nelle maggiori città italiane.
Repubblica in particolare era riuscita a conquistare il mercato napoletano, nonostante il fortissimo radicamento dello storico Il Mattino. Il Corriere non aveva edizioni locali ma solo le pagine di cronaca di Milano e Roma. L'edizione romana era distribuita nel Lazio e in Umbria, mentre paradossalmente nelle regioni del Mezzogiorno veniva distribuita l'edizione milanese (anche se in Campania capitava di reperire qualche copia dell'edizione romana).
I vertici della RCS Quotidiani decisero di fronteggiare la concorrenza di «Repubblica» sperimentando un nuovo modello di edizione locale: non le sole pagine di cronaca, ma un intero quotidiano, con la medesima messa in pagina di quello "padre". Fu così che, con una joint-venture con un gruppo di imprenditori partenopei guidati da Giorgio Fiore, nacque il Corriere del Mezzogiorno.
Il nuovo modello di edizione locale, a foliazione variabile (mediamente 24 pagine), sarà successivamente parzialmente imitato dalla stessa «Repubblica», che arricchirà le pagine di cronaca locale con notizie riguardanti la politica regionale e opinioni, lettere, editoriali e articoli di fondo, corsivi, cultura, spettacoli.

## Terzo millennio
Il giornale, diretto da Marco Demarco, già capo della redazione napoletana de l'Unità, era inizialmente composto da un'edizione principale, denominata "Napoli e Campania", e da due sotto-edizioni: a) Caserta e Campania; b) Salerno e Campania (quest'ultima ha sospeso le pubblicazioni per alcuni anni). La redazione è unica per le tre edizioni ed è situata a Napoli (al secondo vico San Nicola alla dogana), ma è presente un piccolo ufficio di corrispondenza a Salerno.
Al Corriere del Mezzogiorno si è poi aggiunta un'edizione locale del CorrierEconomia, tutta incentrata sul Meridione, e distribuita anche in Sicilia, in uscita il lunedì, mentre il Corriere del Mezzogiorno è distribuito dal martedì alla domenica.
Nel 2000 vengono inaugurate le redazioni di Bari e Lecce: il Corriere del Mezzogiorno arriva in Puglia. L'edizione principale è quella denominata "Bari e Puglia", mentre Lecce e Puglia è una sotto-edizione. Alle pagine di Primo piano, Economia, Sport, Cultura, Spettacoli e Cartellone si aggiungono le pagine della cronaca delle province di Bari, Foggia e Barletta-Andria-Trani (quest'ultima dal 2005) per l'edizione barese e Lecce, Taranto e Brindisi per quella leccese. Il capo della redazione pugliese è Maddalena Tulanti, con la qualifica di vicedirettore.
Nel frattempo, su modello del Corriere del Mezzogiorno, nascono nel 2002 il Corriere del Veneto (da una cui costola nel 2004 è nato il Corriere di Verona) e nel 2003 il Corriere del Trentino e il Corriere dell'Alto Adige.
Nel 2006, nell'ambito di un progetto di riorganizzazione delle edizioni locali, viene lanciato il nuovo formato full color, con una foliazione media ridotta ma disposto in mezzo al Corriere della Sera e non più separato da esso, a sottolineare il legame intrinseco tra le due testate. Contemporaneamente le pagine di cronaca di Milano e Roma sono scomparse per trasferirsi su nuove edizioni locali su modello del Corriere del Mezzogiorno, denominate Corriere della Sera Milano e Corriere della Sera Roma.
Il progetto ha un duplice scopo: da una parte si sono razionalizzate le edizioni locali, rendendole simili e quindi immediatamente riconoscibili ai lettori e agli inserzionisti, portando con l'occasione a Milano, e soprattutto a Roma (ove non esiste un radicamento territoriale del Corriere), il modello sperimentato con discreto successo a Napoli e nel Triveneto; dall'altro si fronteggia la concorrenza con Repubblica, la quale aveva già modificato il suo format adeguandolo in parte al modello del Corriere, creando però un legame e un'identità visiva che il Corriere della Sera e le sue edizioni locali non avevano, visto che le edizioni locali di Repubblica erano stampate all'interno di quella nazionale (con numeri romani), mentre le edizioni locali del Corriere della Sera venivano distribuite gratuitamente in abbinamento all'acquisto di questo, ma comunque separatamente (a meno che non fosse l'edicolante a fare quello che in gergo si chiama «panino»). Oltretutto il Corriere della Sera distribuito insieme al Corriere del Mezzogiorno, e alle altre edizioni locali, conteneva le pagine di cronaca locale di Milano o, più raramente, di Roma (qualche volta arrivava l'edizione romana). Questo induceva la percezione del Corriere del Mezzogiorno non quale edizione locale, ma piuttosto giornale allegato, come i quotidiani che escono con La Stampa. Le nuove edizioni locali, invece, sono stampate all'interno del Corriere della Sera, esattamente al centro, da cui sono comunque estraibili in quanto spillate. Estraendo le edizioni locali, il resto del giornale è identico in tutta Italia, senza pagine di cronaca locale.
Su modello del Corriere del Mezzogiorno, sono nati nel 2007 il Corriere di Bologna e nel 2008 il Corriere fiorentino.
Dal'11 febbraio 2014 all'11 giugno 2015 il quotidiano è stato diretto da Antonio Polito.

### Web
Sul web ci sono otto edizioni locali: Napoli, Caserta, Salerno, Bari, Foggia, Lecce, Palermo, Catania.